# Johann Matthias Koch von Gailenbach
Johann Matthias Koch von Gailenbach (auch Johann Matthäus Koch von Gailenbach; * 1646; † 1713) war ein deutscher Augsburger Patrizier und Geheimer Rat.

## Leben
Johann Matthias Koch von Gailenbach war der ältere von zwei Söhnen von Johannes Koch von Gailenbach (1614–1693) und Sabina Lotter (1620–1676) und hatte außerdem vier Schwestern. Seine Familie hatte ihren Sitz auf Schloss Gailenbach in Edenbergen und war 1654 von Kaiser Ferdinand III. nobilitiert („Koch von Gailenbach“) und in das Augsburger Patriziat aufgenommen worden.
Johann Matthias studierte in Jena an der dortigen Universität Jura. Am 22. Februar 1672 heiratete er in Augsburg Regina Schnurbein (* 18. April 1650; † nicht überliefert), die Ehe blieb kinderlos. 1691 erwarb Johann Matthias die Herrschaft Itter mit Schloss Vöhl und dem Großen Haus in Thalitter für 80.000 Gulden von Landgraf Ernst Ludwig von Hessen-Darmstadt (1667–1739) als Pfand, das 1695 wieder ausgelöst wurde. Nach dem Tod seines Vaters erbte er Schloss Gailenbach, musste dieses aber nach missratenen Grundstücksspekulationen an seinen Bruder Johann Christoph Koch von Gailenbach (1653/1654–1717) verkaufen. Von 1701 bis 1710 war Johann Matthias Mitglied des Geheimen Rates in Augsburg.